# Sporting Kansas City 2011
Questa voce raccoglie le informazioni riguardanti lo Sporting Kansas City nelle competizioni ufficiali della stagione 2011.

## Rosa
| N. |                        | Ruolo | Calciatore         |
| -- | ---------------------- | ----- | ------------------ |
| 1  | Danimarca (bandiera)   | P     | Jimmy Nielsen      |
| 2  | Stati Uniti (bandiera) | D     | Michael Harrington |
| 3  | Inghilterra (bandiera) | D     | Korede Aiyegbusi   |
| 4  | Grenada (bandiera)     | C     | Craig Rocastle     |
| 5  | Stati Uniti (bandiera) | D     | Matt Besler        |
| 6  | Giamaica (bandiera)    | D     | Shavar Thomas      |
| 7  | Stati Uniti (bandiera) | C     | Chance Myers       |
| 7  | Stati Uniti (bandiera) | C     | Graham Zusi        |
| 9  | Stati Uniti (bandiera) | A     | Teal Bunbury       |
| 10 | Brasile (bandiera)     | C     | Jéferson           |
| 11 | Stati Uniti (bandiera) | A     | Soony Saad         |
| 12 | Polonia (bandiera)     | C     | Konrad Warzycha    |
| 14 | Stati Uniti (bandiera) | D     | Kevin Ellis        |
| 15 | Honduras (bandiera)    | C     | Roger Espinoza     |
| 16 | Stati Uniti (bandiera) | D     | Seth Sinovic       |

| N. |                              | Ruolo | Calciatore      |
| -- | ---------------------------- | ----- | --------------- |
| 17 | Stati Uniti (bandiera)       | A     | C.J. Sapong     |
| 18 | Stati Uniti (bandiera)       | P     | Eric Kronberg   |
| 20 | Senegal (bandiera)           | D     | Birahim Diop    |
| 21 | Stati Uniti (bandiera)       | P     | Jon Kempin      |
| 22 | Stati Uniti (bandiera)       | C     | Davy Arnaud     |
| 23 | Sierra Leone (bandiera)      | A     | Kei Kamara      |
| 24 | Stati Uniti (bandiera)       | D     | Scott Lorenz    |
| 25 | Trinidad e Tobago (bandiera) | D     | Daneil Cyrus    |
| 27 | Guadalupa (bandiera)         | C     | Stéphane Auvray |
| 32 | Stati Uniti (bandiera)       | C     | Luke Sassano    |
| 55 | Brasile (bandiera)           | D     | Júlio César     |
| 78 | Francia (bandiera)           | D     | Aurélien Collin |
| 88 | Montenegro (bandiera)        | C     | Miloš Stojčev   |
| 99 | Messico (bandiera)           | A     | Omar Bravo      |